# Берни, Сидни
Сидни Бернард Берни (20 марта 1878 — 3 января 1951) — британский торговец и коллекционер предметов искусства и антиквариата, живший в Лондоне. Он был ответственным за организацию выставки африканского искусства в 1933 году, на которой африканское искусство было представлено равным искусству других культур. Он пожертвовал известняковую этрусскую урну Британскому музею.

## Сомнительныеартефакты
Берни владел хрустальным черепом, известным как «череп Митчелла-Хеджеса», который позже был продан его сыном на аукционе «Сотбис». Он продал артефакт, известный как «рельеф Берни», позже названный «Королева ночи», когда он был приобретён Британским музеем в 2003 году. Подлинность этого артефакта была поставлена под сомнение по стилистическим соображениям, хотя обычно не отвергается.